# Monumento a Víctor Manuel II (Milán)
El monumento ecuestre a Víctor Manuel II está situado en el centro de la Piazza Duomo de Milán, Italia.

## La obra de arte

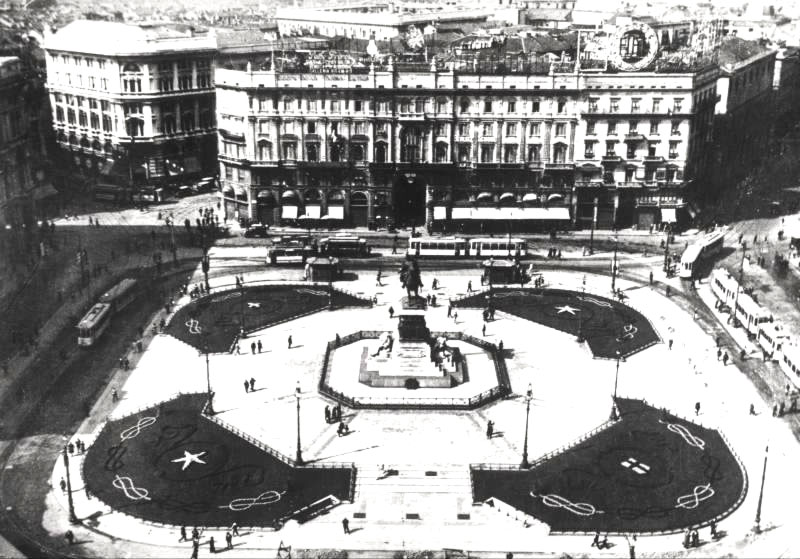
La Piazza Duomo en una foto antigua, con el monumento a Víctor Manuel II en el centro.

El monumento fue encargado al escultor italiano Ercole Rosa por Umberto I en 1878, tras la muerte de su padre Víctor Manuel II en 1878, pero no se colocó en la plaza hasta 1896 porque el escultor murió antes de haber terminado el monumento, que fue finalizado por otros y posteriormente inaugurado oficialmente. En realidad Rosa ganó un concurso para realizar una estatua dedicada a Víctor Manuel II en Vercelli, pero en 1879 fue seleccionado por el nuevo soberano para realizar la estatua de Milán, encargo sin duda de mayor relevancia y espectacularidad.
En 1893, cuando se terminaron de fundir los componentes de bronce (fundidos en la fonderia Barigozzi, en el barrio de Isola), se discutió largo y tendido sobre dónde sería más apropiado colocar la estatua, cerca del Palacio Real o en el centro de la Piazza del Duomo, y finalmente se escogió esta última opción. Ese mismo año, tras la muerte de Rosa, las obras fueron continuadas por los hermanos Barzaghi hasta 1892 (?) , bajo la dirección del escultor Ettore Ferrari.

## La escultura

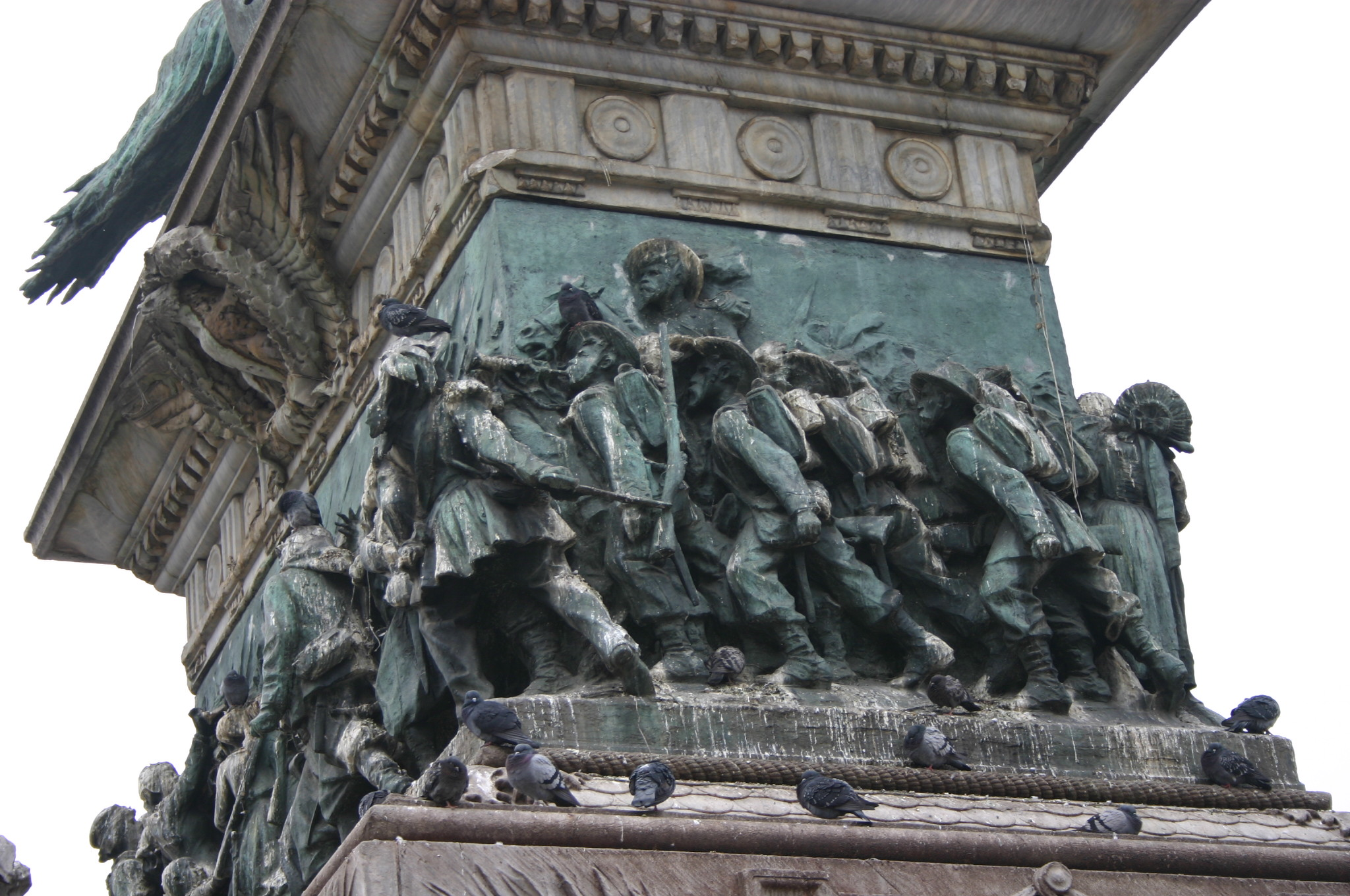
Detalle de la base con los bersaglieri del Risorgimento.

La estatua representa al rey mientras dirige a los soldados en la batalla de San Martino.
La estatua ecuestre está colocada sobre una base de granito rojo rodeada por una escalinata de mármol blanco de la que se eleva otro pedestal de mármol de Carrara decorado con un relieve que representa la entrada de las tropas piemontesas a Milán tras la batalla de Magenta, durante la Segunda Guerra de la Independencia Italiana, además de ramas de palma alegóricos. En la parte frontal del pedestal está inscrita la fecha «junio 1859» que recuerda la entrada de Víctor Manuel II a Milán (8 de junio de 1859), mientras que en el lado opuesto está inscrito «14 de junio de 1896» en referencia a la fecha de inauguración del monumento.
La escultura situada sobre esta base, de bronce, representa al rey Víctor Manuel II en el acto de frenar el ardor de su caballo, lo que otorga mucha energía a la composición. Además, las cuatro patas del animal apoyan sobre el pedestal, dando así estabilidad a la escultura.
En la base se encuentran además dos leones acostados sobre las escalinatas laterales que tienen una pata cada uno sobre una placa que tiene inscritos los nombres «Roma» y «Milano», en referencia a las grandes conquistas del Risorgimento.
El 18 de mayo de 2012 se encontraron bajo de la estatua los cimientos sobre los cuales se erigió el monumento.